# 塘内将彦
塘内 将彦（ともうち まさひこ、1977年7月13日 - ）は、日本の元柔道選手。階級は81kg級。福岡県大牟田市出身。大牟田高等学校、国士舘大学卒業。旭化成柔道部に所属していた。身長175 cm。

## 来歴
1999年には体重別の初戦で敗れるが、嘉納杯、フランス国際などで優勝した実績が評価されて世界選手権代表に選ばれたものの、初戦で敗れた。
2004年4月には、体重別男子81kg級の準決勝で秋山成勲に優勢勝ち、決勝では瀧本誠に袖釣り込み腰で一本勝ちしてアテネオリンピック代表を掴むが初戦で敗れ、敗者復活戦でも初戦で敗れた。
2007年、2009年の世界選手権代表にも選ばれるが共に3回戦で敗れた。
その後も国内大会では好成績を収めるも、国際大会では結果を残せずオリンピック及び世界選手権で計4度代表になるが、メダル獲得は叶わなかった。
2015年現在は全日本の男子ジュニアヘッドコーチに就任している
。

## 主な成績
- 1999年、世界柔道選手権大会（バーミンガム） 1回戦 敗退
- 全日本選抜柔道体重別選手権大会 81kg級 優勝(2004年、2007年)
- 2004年、アテネオリンピック 81kg級 1回戦敗退、敗者復活戦1回戦敗退
- 講道館杯全日本柔道体重別選手権大会 81kg級 優勝（2004年、2006年、2008年）
- 2007年、ハンガリー国際大会 2位
- 2007年、世界柔道選手権大会（リオデジャネイロ） 3回戦敗退
- 2009年、世界柔道選手権大会（ロッテルダム） 3回戦敗退